# Былкылдакские памятники
Былкылдакские памятники — комплекс памятников эпохи бронзы в Центральном Казахстане. Расположены в верховьях рек Талды и Нура, у подножья г. Карашокы, в 7 км к юго-востоку от аула Кызылтау Шетского района Карагандинской области. В 1951, 1955 годах исследованы Центрально-Казахстанской археологической экспедицией (рук. А.Маргулан). Все три группы комплекса (около 200 памятников) относятся к разным этапам андроновской культуры. Исследованы 20 гробниц атасуского этапа бронзы. Гробницы имеют круглую, четырёхугольную или квадратную форму длина 1,5—2,5 м, ширина 0,8—1 м, глубина 0,6—1 м. В усыпальнице расположены от четырёх до десяти захоронений. Характерно трупоположение на левом боку с прижатыми к груди коленями, головой в сторону запада или юго-запада. Найдены кинжал с двусторонним лезвием из бронзы, различные глиняная посуда с орнаментом, иглы, шило, золотые украшения, ожерелья из клыков зверей, бусы и браслеты из камня, кости, бронзы и др.